# The Brick: Bodega Chronicles
The Brick: Bodega Chronicles è il primo album del rapper statunitense Joell Ortiz, pubblicato nel 2007 da Lush Life e Koch Records. Partecipano al disco Big Daddy Kane, Immortal Technique, Ras Kass, Akon, Styles P. Il lavoro è pubblicato con la Koch Records anche in seguito al passaggio di Ortiz nella Aftermath Entertainment di Dr. Dre, con il permesso di quest'ultimo.
L'atteso debutto di Ortiz conferma la nomea del rapper come uno dei migliori artisti del panorama newyorkese all'epoca ancora senza un contratto e in particolare ne evidenzia l'ottimo flow.
| Recensione | Giudizio |
| ---------- | -------- |
| AllMusic   | positivo |
| HipHopDX   | [ 3 ]    |
| RapReviews | [ 4 ]    |
| PopMatters | [ 5 ]    |
| XXL        | [ 6 ]    |

## Tracce
1. 125 Part 1 (The Bio) – 5:28 – Moss
2. Brooklyn (Remix) (featuring Cashmere, Maino, Solomon, Big Daddy Kane) – 2:45 – JPaz
3. Caught Up – 3:37 – DJ EMZ
4. Night in My P's (featuring Big Noyd) – 2:26 – Ax The Bull
5. 125 Part 2 (Fresh Air) – 5:10 – Frank Dukes
6. Hip Hop – 3:25 – Hecks
7. Modern Day Slavery (featuring Immortal Technique) – 2:48 – Jonyfraze
8. 125 Part 3 (Connections) (featuring Ras Kass, Sha Stimuli, Grafh, Gab Gacha) – 6:05 – Frank Dukes
9. BQE (featuring Lord Black) – 4:11 – The Alchemist
10. Block Royal – 2:49 – Prince and Machavelli
11. Latino (featuring La Bruja) – 3:36 – The Mighty V.I.C.
12. Keep on Callin' (featuring Akon) – 3:44 – P-Money
13. Time Is Money (featuring Styles P) – 3:02 – Street Radio
14. Brooklyn Bullshit – 4:20 – Showbiz
15. 125 Part 4 (Finale) – 5:43 – Frank Dukes
16. 125 Part 5 – 5:18 – Moss
17. L.I.F.E. – 2:18 – Mel-Man, DJ Silk
18. Feel Good – 4:20 – Dr. Dre

## Classifiche settimanali
| Classifica (2007)         | Posizione massima |
| ------------------------- | ----------------- |
| US Heatseekers Albums     | 16                |
| US Independent Albums     | 40                |
| US Top Rap Albums         | 23                |
| US Top R&B/Hip-Hop Albums | 49                |